# Trevante Rhodes
Trevante Nemour Rhodes (ur. 10 lutego 1990 w Ponchatoula w stanie Luizjana) – amerykański aktor filmowy i telewizyjny oraz lekkoatleta specjalizujący się w biegach sprinterskich.

## Życiorys
Urodził się w miejscowości Ponchatoula w Luizjanie. Jako dziesięciolatek przeprowadził się do Little Elm w stanie Teksas. Dorastał pod opieką matki; ojciec nie brał udziału w procesie wychowywania Rhodesa. Uczęszczał do Little Elm High School, gdzie zainteresował się futbolem amerykańskim. Jako futbolista grał na pozycji biegacza. Jednocześnie zajmował się biegami sprinterskimi na 100 oraz 200 metrów. W 2007 roku wziął udział w rozgrywkach UIL Track and Field Championships, zorganizowanych na Mike A. Myers Stadium w Austin. Zarówno w biegu na 100 metrów, jak i biegu na 200 metrów zajął drugie miejsce na podium. Jako uczeń ostatniej klasy liceum przeszedł kontuzję więzadła krzyżowego przedniego, mimo to uzyskał stypendium sportowe, dzięki czemu rozpoczął naukę na Uniwersytecie Teksańskim w Austin.
Należał do uczelnianej drużyny sportowej, Texas Longhorns, którą w latach 2008−2012 reprezentował jako sprinter. Latem 2009 roku brał udział w 15. Mistrzostwach Panamerykańskich Juniorów w Lekkoatletyce, rozegranych na Tynidadzie i Tobago. Wraz z Keythem Talleyem, D’Angelo Cherrym i Marcusem Rowlandem, reprezentując Stany Zjednoczone, wywalczył złoty medal w sztafecie 4 x 100 metrów. Ma sto osiemdziesiąt trzy centymetry wzrostu.
Po ukończeniu studiów przeniósł się do Los Angeles, gdzie rozpoczął karierę aktorską. Debiutował rolą doktora Petera Montgomery'ego w krótkometrażowym melodramacie I Came Back (2012). W thrillerze Link do zbrodni (Open Windows, 2014) z udziałem Elijah Wooda pojawił się jako Brian. Zagrał George’a w komedii romantycznej The Night Is Young (2015), Marcusa „Murka” Warda w telewizyjnym filmie The Infamous (2016) oraz Daryla w komediodramacie Lady Luck (2016). Tyler Perry powierzył mu rolę Ramseya Waltersa w operze mydlanej If Loving You Is Wrong, nadawanej przez Oprah Winfrey Network (2015−2016). Przełomem w karierze Rhodesa okazał się niezależny dramat Moonlight (2016), który w lutym 2017 roku uhonorowany został Oscarem dla najlepszego filmu, a wcześniej uzyskał blisko dwieście innych laurów. Scenariusz filmu Rhodes uznał za „najlepszy materiał, jaki kiedykolwiek przeczytał”. Rhodes wcielił się w Moonlight w postać Chirona, pseudonim „Black” − wywodzącego się z nizin społecznych czarnoskórego homoseksualisty. Rola aktora zebrała pozytywne recenzje i została wyróżniona licznymi nagrodami, między innymi statuetkami Czarnej Szpuli oraz Doriana.
Rhodes wystąpił w dramacie muzycznym Terrence’a Malicka Song to Song (2017), w realizację którego zaangażowano też Ryana Goslinga, Natalie Portman, Michaela Fassbendera i Christiana Bale'a. Shane Black obsadził go w fantastycznonaukowym widowisku Predator (The Predator, 2018).
Wspiera prawa społeczności LGBT.

## Filmografia
Filmy pełno- i krótkometrażowe
- 2012: I Came Back jako dr Peter Montgomery
- 2013: Maczeta zabija (Machete Kills) jako młody miliarder
- 2014: Link do zbrodni (Open Windows) jako Brian
- 2015: The Night Is Young jako George
- 2016: The Infamous jako Marcus „Murk” Ward
- 2016: Lady Luck jako Daryl
- 2016: Moonlight jako dorosły Chiron, pseud. „Black"
- 2016: Shangri-La Suite jako Mike
- 2017: Otrzęsiny (Burning Sands) jako Fernander
- 2017: Song to Song jako TR
- 2017: Smartass jako Mike C
- 2018: Dwunastu odważnych (12 Strong) jako Ben Milo
- 2018: Predator (The Predator) jako Nebraska Williams
- 2018: Nie otwieraj oczu (Bird Box) jako Tom

Seriale telewizyjne/internetowe
- 2014: Piętno gangu (Gang Related) jako lord
- 2015−2016: If Loving You Is Wrong jako Ramsey Walters
- 2016: Westworld jako Floyd

## Nagrody i wyróżnienia
- 2016, Austin Film Critics Association:
  - nominacja do nagrody AFCA w kategorii najlepszy aktor drugoplanowy (za występ w filmie Moonlight)[9]
  - nominacja do nagrody AFCA w kategorii przełomowa rola aktorska (Moonlight)[9]
  - nagroda specjalna dla zespołu aktorskiego, za występ w filmie Moonlight (inni nagrodzeni: Mahershala Ali, Naomie Harris, André Holland, Jharrel Jerome, Janelle Monáe, Ashton Sanders, dyrektor castingowy Yesi Ramirez)[9]
- 2016, Awards Circuit Community Awards:
  - nagroda ACCA dla zespołu aktorskiego, za występ w filmie Moonlight (inni nagrodzeni: Alex R. Hibbert, Ashton Sanders, André Holland, Jaden Piner, Jharrel Jerome, Mahershala Ali, Naomie Harris, Janelle Monáe)[9]
- 2016, Chicago Film Critics Association Awards:
  - nominacja do nagrody CFCA w kategorii najlepszy aktor drugoplanowy (Moonlight)[9]
  - nominacja do nagrody CFCA w kategorii najbardziej obiecujący aktor (Moonlight)[9]
- 2016, Detroit Film Critic Society:
  - nominacja do nagrody DFCS w kategorii przełomowy występ (Moonlight)[9]
- 2016, Gotham Awards:
  - nagroda specjalna jury dla zespołu aktorskiego, za występ w filmie Moonlight (inni nagrodzeni: Mahershala Ali, Naomie Harris, Alex R. Hibbert, André Holland, Jharrel Jerome, Janelle Monáe, Jaden Piner, Ashton Sanders)[9]
- 2016, Indiewire Critics' Poll:
  - nominacja do nagrody ICP w kategorii najlepszy aktor drugoplanowy (Moonlight)[9]
- 2016, Village Voice Film Poll:
  - nominacja do nagrody VVFP w kategorii najlepszy aktor (Moonlight)[9]
  - nominacja do nagrody VVFP w kategorii najlepszy aktor drugoplanowy (Moonlight)[9]
- 2017, Black Reel Awards:
  - nagroda Czarna Szpula w kategorii przełomowy występ męski (Moonlight)[9]
- 2017, Gay and Lesbian Entertainment Critics Association (GALECA):
  - nagroda Dorian w kategorii wschodząca gwiazda (Moonlight)[9]
  - nominacja do nagrody Dorian w kategorii najlepszy męski występ roku (Moonlight)[9]
- 2017, Independent Spirit Awards:
  - nagroda im. Roberta Altmana za realizację filmu Moonlight (inni nagrodzeni: Barry Jenkins, Yesi Ramirez, Mahershala Ali, Patrick Decile, Naomie Harris, Alex R. Hibbert, André Holland, Jharrel Jerome, Janelle Monáe, Jaden Piner, Ashton Sanders)[9]
- 2017, NAACP Image Awards:
  - nominacja do nagrody Image w kategorii wybitny męski występ drugoplanowy w filmie pełnometrażowym (Moonlight)[9]
- 2017, Online Film & Television Association:
  - nominacja do nagrody OFTA Film w kategorii przełomowy występ męski (Moonlight)[9]
- 2017, Screen Actors Guild Awards:
  - nominacja do nagrody Gildii Aktorów Ekranowych w kategorii wybitny występ zespołu aktorskiego w filmie kinowym (Moonlight) (inni nagrodzeni: Mahershala Ali, Naomie Harris, André Holland, Jharrel Jerome, Janelle Monáe, Ashton Sanders)[9]